# Justicia chlamidocalyx
Justicia chlamidocalyx är en akantusväxtart som beskrevs av A.L.A.Côrtes och Rapini. Justicia chlamidocalyx ingår i släktet Justicia och familjen akantusväxter. Inga underarter finns listade i Catalogue of Life.